# Penistone
Penistone (pronunțat /ˈpɛnɨstən/) este un oraș în comitatul South Yorkshire, regiunea Yorkshire and the Humber, Anglia. Orașul se află în districtul metropolitan Barnsley.